# پاتموس
پاتموس (به لاتین: Patmos) یک جزیره در یونان است که در دودکانس واقع شده‌است. این جزیره کوچک یونانی در دریای اژه، یکی از معروف‌ترین مکان نوشتن کتاب انجیل مسیحی از وحی است و بدین سبب مکانی مقدس برای مسیحیان محسوب می‌شود. این شهر دارای جمعیت ۲۹۹۸ و دارای بیش از ۳۴٫۰۵ کیلومتر مربع مساحت است (۱۳٫۱۵ مایل مربع). بالاترین نقطه آن ۲۶۹ بالاتر از سطح دریا است. پاتموس آب و هوایی معتدلی دارد و هرساله گردشگران زیادی را بخود جذب می‌کند.
پاتموس در کتاب وحی مسیح ذکر شده‌است. در معرفی کتاب آمده‌است که نویسنده آن، جان، در پاتموس بود زمانی که مکاشفات یوحنا به او وحی شد. براساس سنت مسیحی، این نویسنده به عنوان جان رسول یا یوحنای پاتموس شناخته می‌گردد. به دلیل کتاب وحی، پاتموس دارای سابقه‌ای طولانی به عنوان یک مقصد برای زیارت مسیحی است. بازدید کنندگان می‌توانند غاری را که در آن جان گفت است: «مکاشفات یوحنا را وحی کرده‌است.» ببینند و چندین صومعه در جزیره به سنت جان اختصاص یافته‌است.

## تاریخ
از پاتموس کمتر در نوشته‌های نویسندگان باستان یاد شده‌است به همین دلیل اطلاعات چندانی راجع به ساکنان اولیه آن نداریم. در دوران کلاسیک پاتمیایی‌ها خودشان را از نیای دوری‌ها معرفی می‌کردند که از خانواده‌های آرگوس، اسپارت و اپیداروس اشتقاق یافته‌اند سپس خود را مردمانی از نیای ایونیان دانسته‌اند .

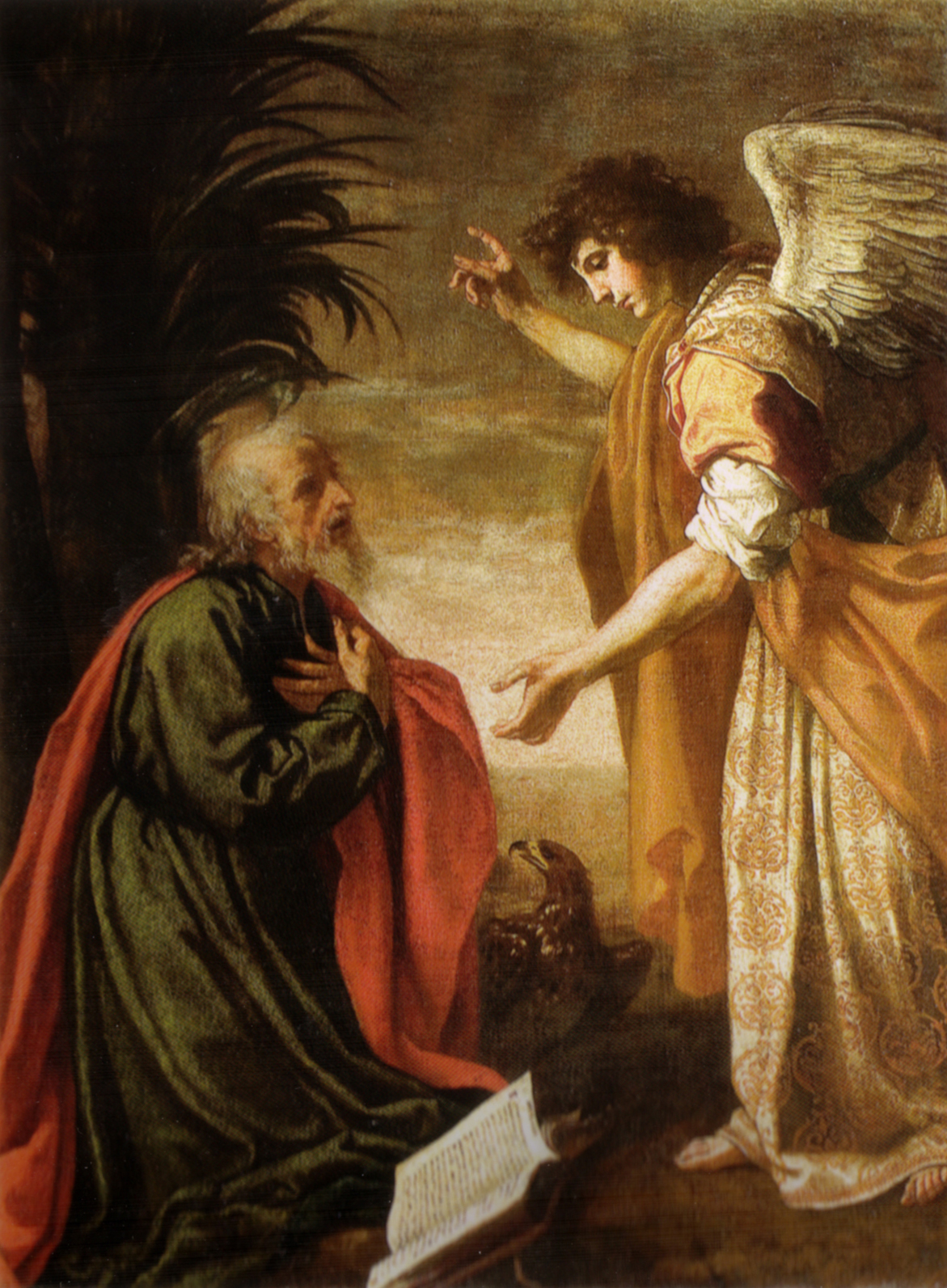
جان یا یوحنای پاتموس در پاتموس

## جغرافیا
پاتموس در سواحل ترکیه و در همجواری باختر قاره آسیا قرار گرفته‌است. یکی از شمالی‌ترین جزایر دودکانس است. مساحت آن ۳۵٫۰۵ کیلومتر مربع بوده و بلندترین نقطه آن ۲۶۹ متر از سطح دریا ارتفاع دارد.

## اقتصاد
زائران مسیحی به وفور برای زیارت سنت جان به جزیره می‌آیند.

## نگارخانه

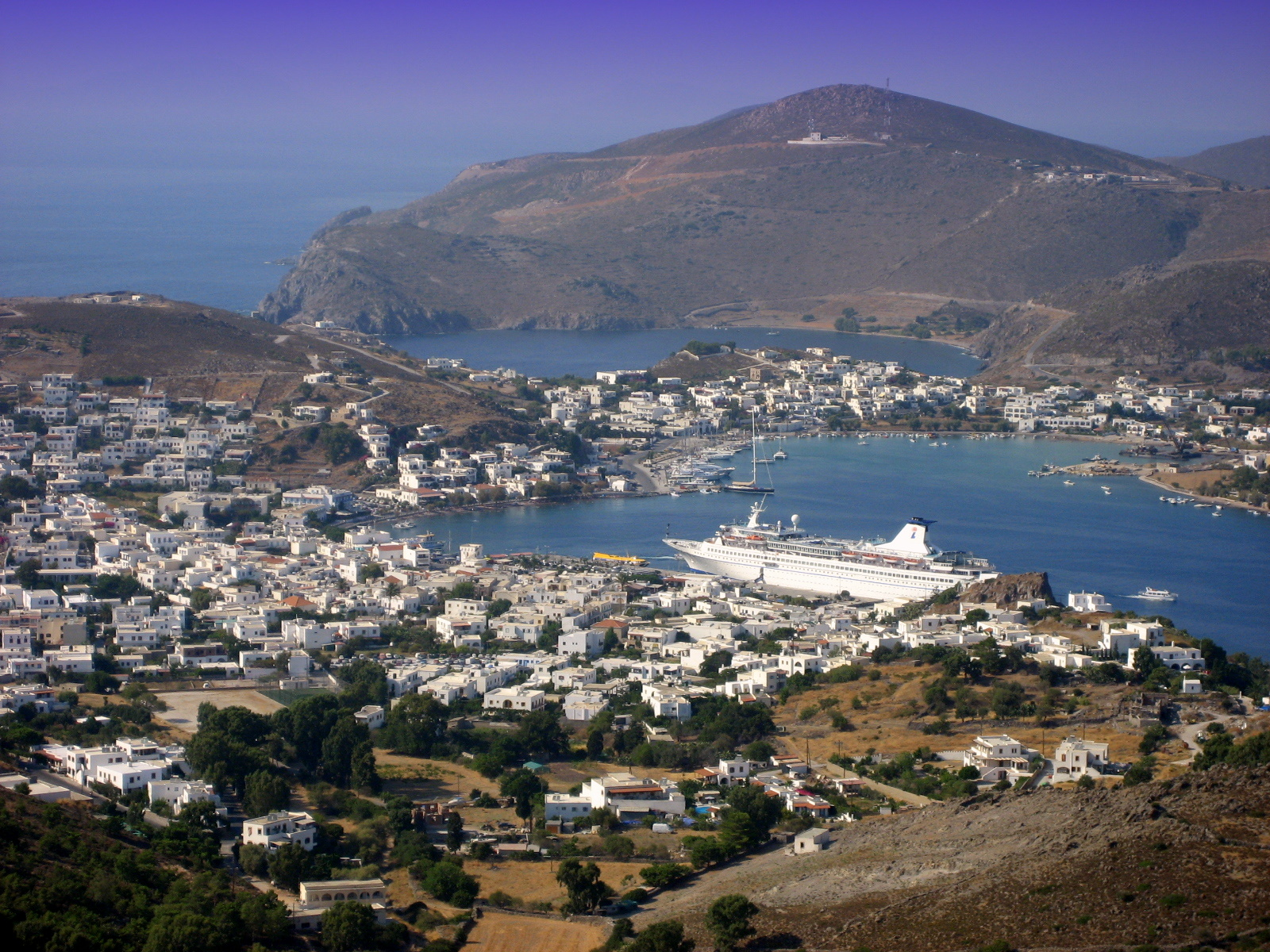
بندر (اسکالا) جزیره پاتموس
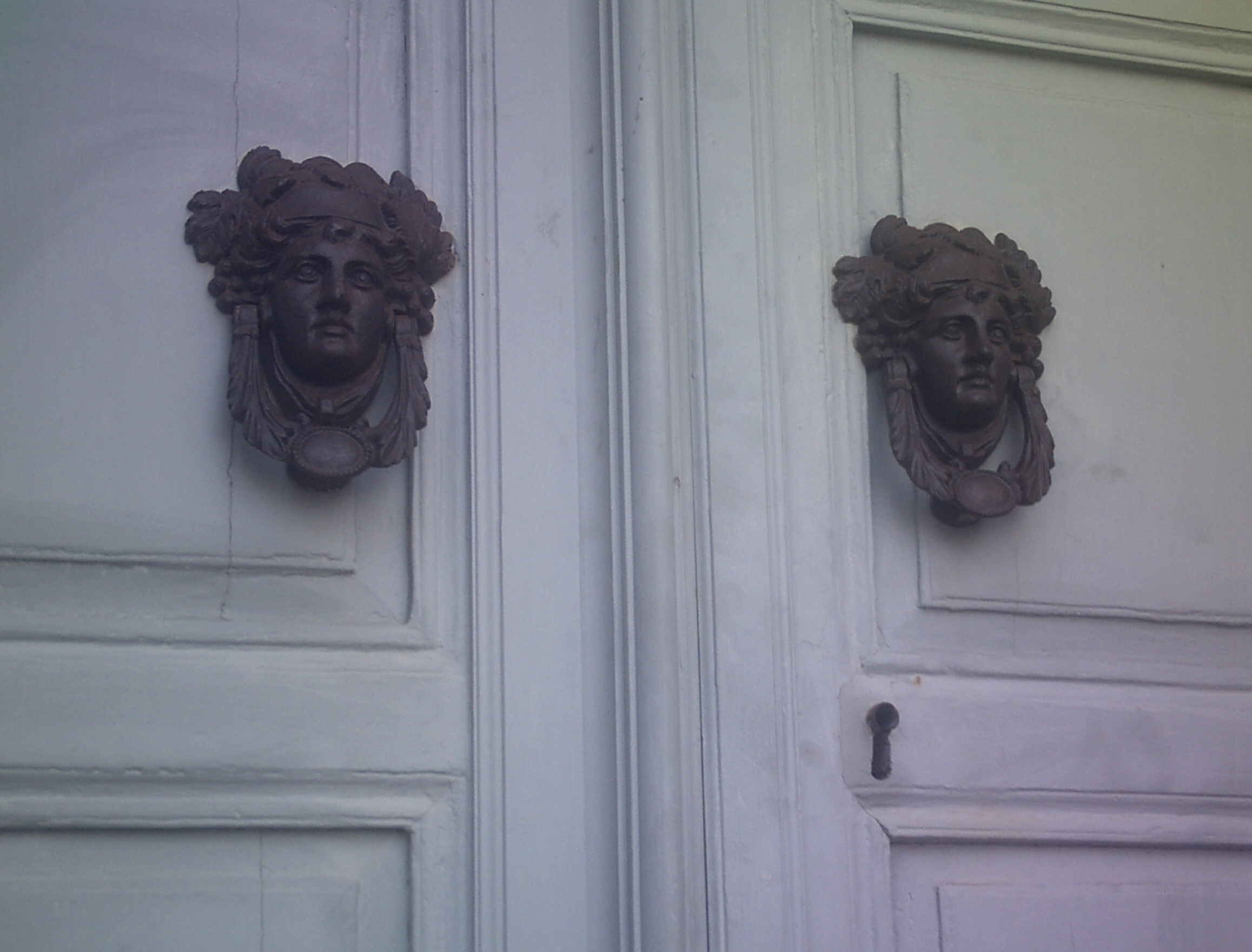
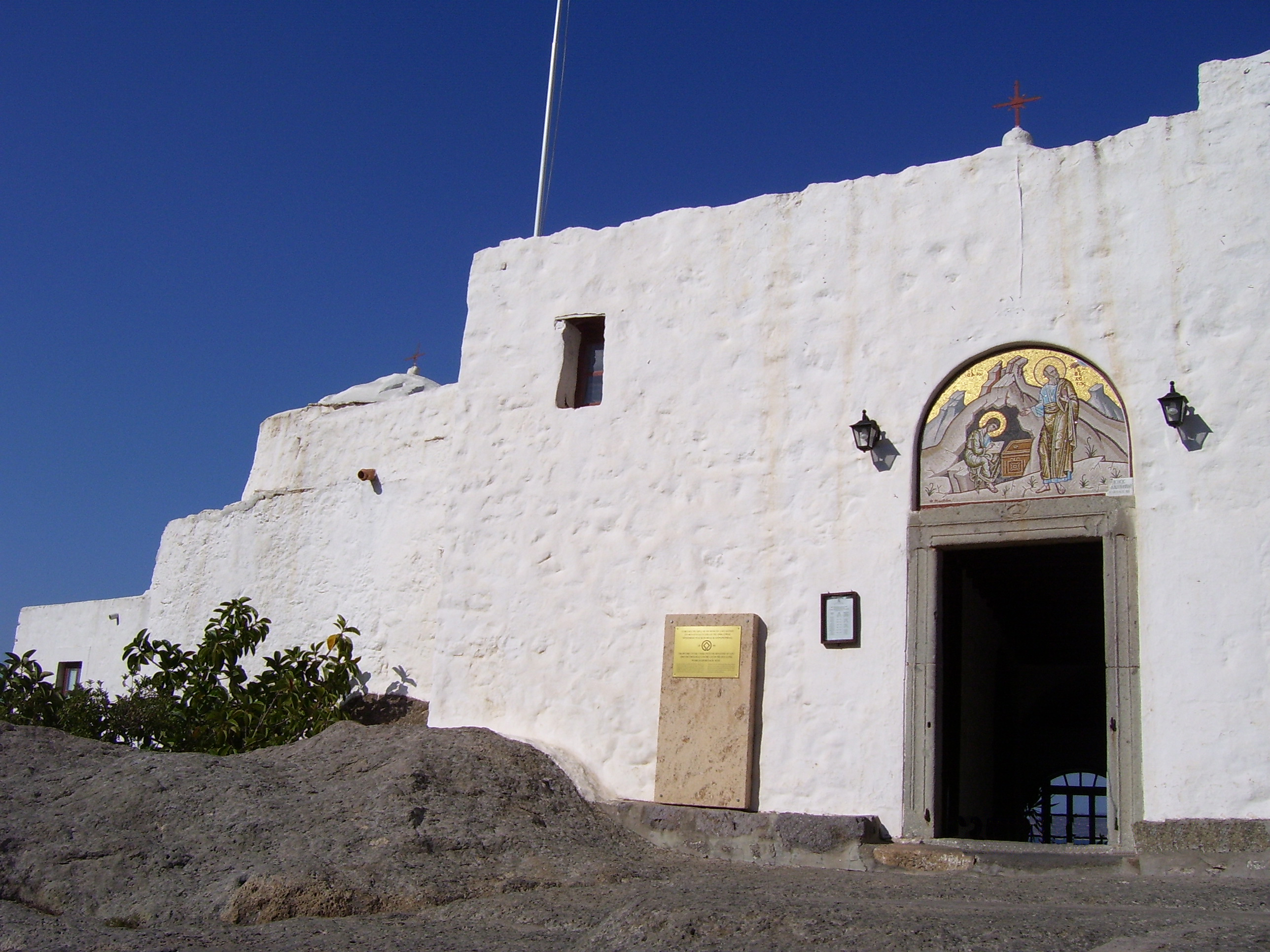
ورودی به  غار رستاخیز، یونسکوسایت میراث جهانی